# Immaculada Cabeceran i Soler
Inmaculada Cabeceran i Soler (Barcelona, 24 de febrero de 1952 - Gerona, 11 de enero de 2018) fue una futbolista catalana y una de las pioneras del fútbol femenino en Cataluña.
Muy aficionada del fútbol y seguidora del Fútbol Club Barcelona, con dieciocho años se reunió con el entonces presidente azulgrana, Agustí Montal, para pedirle jugar un partido de fútbol femenino en el estadio Camp Nou. Con su visto bueno, hacia finales de 1970 publicó un anuncio en la Revista Barcelonista buscando chicas para jugar a fútbol. La convocatoria tuvo éxito y se presentaron muchas jugadoras que formarían parte del primer equipo femenino del FC Barcelona de la historia, en el cual destacan Nuria Llansà, Carme Nieto, Lolita Ortiz, Vicenta Pubill, Nuria Gómez, Maria Pilar Gazulla, Lluïsa Vilaseca, Aurora Arnau, Anna Jaques, Fina Ros o Glòria Comas, entre otros. El primer partido de fútbol de un equipo femenino del FC Barcelona se jugó el día de Navidad de 1970, con motivo de un festival benéfico, contra la UE Centelles. El equipo, entrenado por Antoni Ramallets, no tenía, sin embargo, el reconocimiento oficial del club. Llevaban camiseta blanca, pantalones azules y medias azulgranas y se denominó Selección Ciudad de Barcelona. Poco después, el equipo sería admitido al club con el nombre de Peña Femenina Barcelona.